# Ontsira macer
Ontsira macer är en stekelart som beskrevs av Chen och Shi 2004. Ontsira macer ingår i släktet Ontsira och familjen bracksteklar. Inga underarter finns listade i Catalogue of Life.